# Bahía de Gibara
Bahía de Gibara är en vik i Kuba.   Den ligger i provinsen Provincia de Holguín, i den östra delen av landet, 700 km öster om huvudstaden Havanna.